# Halo (Jonna Tervomaa)
Halo è il settimo album in studio della cantante finlandese Jonna Tervomaa, pubblicato il 16 aprile 2004 su etichetta discografica Universal Music Finland.

## Tracce
1. Sä vain olet tuollainen – 3:40
2. Kuuleeko kukaan? – 2:53
3. Vielä kun kaikki on paikallaan – 4:42
4. Et tahdo tietää – 3:18
5. Varjoenkeli – 4:23
6. Viimeinen erinomainen mies – 5:53
7. Se ei kuulu mulle – 3:58
8. Siskot – 3:48
9. Toisen kanssa – 2:30
10. Kylmä joki – 5:06
11. Myöhemmin – 5:06

## Classifiche
| Classifica (2004) | Posizione massima |
| ----------------- | ----------------- |
| Finlandia         | 2                 |